# Tangluo-Straße
Die Tangluo-Straße (chinesisch 傥骆道, Pinyin Tǎngluò dào) ist eine alte Shu-Straße. Eine andere Bezeichnung für sie ist Luogu-Straße (骆谷道,  Luògǔ dào). Sie führt vom Südwesten von Zhouzhi in Shaanxi durch die Täler der Flüsse Luogu Shui und Tang Shui, dann südwärts bis in den Kreis Yang von Hanzhong. Es ist die nächste und schnellste Verbindung zwischen Guanzhong und Hanzhong (in der Hanzhong-Ebene).

## Streckenverlauf
(cppcc.people.com.cn)
Zhouzhi – Großgemeinde Huayang – Laoxiancheng – Kreis Yang – Chenggu – Hanzhong 汉中